# Zemědělské komodity
Zemědělské komodity jsou přírodní zdroje, které jsou obecně pokládány za součást lidské stravy. Některé ze zemědělských komodit se ovšem používají i v jiných oblastech. Například, v některých místech je kukuřice klíčovou složkou při výrobě ethanolu, který se používá jako biopalivo do nákladních automobilů. Poptávka po kukuřici pro výrobu etanolu má tendenci stoupat, když jsou ceny energií vysoké. Mezi další zemědělské komodity, které nejsou používány jako potrava patří bavlna, tabák nebo dřevo.
Kromě výroby, dovozu a vývozu mohou být zemědělské komodity obchodovány i na hlavních burzách po celém světě. Obchodníci zobchodují miliardy finančních smluv ročně na celém světě. Zemědělské komodity mohou být atraktivní i jako investice na světových trzích. Zemědělské komodity jsou aktiva, která mohou sloužit jako účinné zajištění proti inflaci, protože ceny potravin jsou často mezi prvními, které rostou. Tyto komodity mohou růst, když roste světová populace. Zemědělské komodity mohou někdy fungovat jako ochrana proti kolísání cen na akciových trzích nebo před geopolitickým napětím na rozvíjejících se trzích. Existuje řada způsobů, jak investovat do zemědělských komodit. Patří mezi ně například ETF fondy, akcie, futures kontrakty a opce.

## Nejznámější zemědělské komodity
- rýže
- kukuřice
- káva
- pšenice
- obilí
- kakao
- cukr
- brambory
- sójové boby
- sójová moučka
- sójový olej
- palmový olej
- řepkový olej
- dřevo
- kaučuk
- bavlna
- máslo
- hospodářská zvířata
- tabák
- mléko
- pomerančový koncentrát